# Konstanty Lidmanowski
Konstanty Kwiryn Józef Lidmanowski (ur. 30 marca 1865 w Słupcy, zm. 6 stycznia 1943 w Zagórowie) – polski działacz społeczny i lekarz. Założył w Zagórowie ochotniczą straż pożarną, szkołę oraz kasę pożyczkowo-oszczędnościową. 

## Życiorys
Był synem Ignacego Lidmanowskiego i Izabeli Nehring. Miał czworo rodzeństwa: brata Dawida (późniejszego lekarza medycyny) oraz siostry: Leokadię z męża Ptakowską, Eugenię z męża Narczyńską i Balbinę. Uczęszczał do szkoły realnej w Koninie, a później do szkoły średniej w Kaliszu. Po ukończeniu studiów medycznych, w 1893 roku osiedlił się w Zagórowie, gdzie rozpoczął praktykę lekarską. 
Podjął tam szereg działań na rzecz miejscowej społeczności. Z jego inicjatywy w 1899 roku rozpoczęła działalność pierwsza ochotnicza straż pożarna w Zagórowie. W 1901 roku utworzył Towarzystwo Pożyczkowo-Oszczędnościowe, którego też był pierwszym udziałowcem. W celu polepszenia warunków nauki wszystkich dzieci, w 1906 roku utworzył szkołę prowadzoną w języku polskim, do której uczęszczało ok. 150 dzieci (do tej pory w Zagórowie istniała tylko szkoła powszechna rządowej, w której językiem wykładowym był język rosyjski, a mogły uczęszczać tylko dzieci rodziców o odpowiednim statusie majątkowym). Kontynuacją działań na rzecz edukacji było założenie w 1910 roku przedszkola i ogródka jordanowskiego (ten ostatni mieścił się na działce będącej własnością Lidmanowskiego). 
Zainicjował też budowę gmachu strażnicy z salą widowiskową, ofiarowując na ten cel 25 tys. zł. Oprócz OSP znalazło się w tym gmachu pomieszczenie dla Banku Ludowego. W 1913 roku zapoczątkował istnienie przy OSP drużyny żeńskiej, tzw. samarytanek. 
Prowadził też szpital, pierwotnie wydzielony z części własnego domu, a od 1910 roku w osobnym budynku. Zmarł 6 stycznia 1943 roku, do końca będąc czynny zawodowo. 

## Ordery i odznaczenia
- Złoty Krzyż Zasługi (9 listopada 1932)[1]

## Upamiętnienie
Imię Konstantego Lidmanowskiego nosi jedna z ulic w Zagórowie.